# لیسینیوس دوم
لیسینیوس دوم یا لیسنیوس پسر با نام کامل والریوس لیسینیانوس لیسینیوس (به لاتین: Valerius Licinianus Licinius) (زادهٔ پیرامون ۳۱۵ - درگذشتهٔ ۳۲۶) پسر لیسینیوس و سزار بخش شرقی امپراتوری روم از ۳۱۷ تا ۳۲۴ بود.

## زندگینامه
لیسینیوس دوم فرزند لیسینیوس، امپراتور روم از همسرش فلاویا یولیا کنستانتیا بود. کنستانتیا خواهر ناتنی کنستانتین بزرگ بود و لیسینیوس دوم خواهرزادهٔ کنستانتین محسوب می‌شد. لیسینیوس جوان در فاصلهٔ سال‌های ۳۱۷ تا ۳۲۴ که پدرش عنوان «آگوستوس» را داشت به‌طور اسمی، سزار بخش شرقی امپراتوری روم بود.
لیسینیوس پدر و کنستانتین بزرگ با یکدیگر در جنگ بودند و سرانجام لیسینیوس در نبرد کریسوپولیس از کنستانتین شکست خورده و اسیر شد. کنستانتین نخست با وساطت خواهرش از جان لیسینیوس گذشت و با فرستادنش به تسالونیکا، او را تحت نظر گرفت. اما یک سال بعد کنستانتین با شنیدن شایعاتی مبنی بر تلاش لیسینیوس برای بازگشت به قدرت فرمان مرگ او را صادر کرد و لیسینیوس در سال ۳۲۵ میلادی به دار آویخته شد.
لیسینیوس جوان نیز مورد سوء ظن دایی خود قرار گرفت و احتمالاً در سال ۳۲۶، هنگامی‌که وقوع رویدادهایی سبب شد تا کنستانتین فرمان اعدام پسرش کریسپوس را صادر کند، او نیز به قتل رسید.